# 과달라하라 대학교
과달라하라 대학교(UdeG)는 [[University 과달라하라 수도권, 멕시코에 소재한 고등 중등 교육 및 고등 교육의 공공|공공 기관]]이다. 연대순으로 설립 기준에 따르면 멕시코에서 두 번째로 오래된 대학이며, 북미에서는 7번째, 라틴 아메리카에서는 14번째이다.
1994년부터 본교는 학술 활동을 구조화하는 네트워크 모델을 채택해 왔다. 이 대학 네트워크에는 15개 대학 센터, 가상 대학 시스템, 고등 중등 교육 시스템 및 기관 총무가 포함된다.
2021-2022학년도에 대학 네트워크의 총 등록 학생 수는 고등 수준과 고등 중등 수준을 모두 포함하여 310,000명에 달한다.